# ガブリエル・ガードナー
ガブリエル・ブライアン・ガードナー（Gabriel Bryan Gardner、1976年3月18日 - ）は、アメリカ合衆国の元男子バレーボール選手。元アメリカ代表。

## 来歴
サンディエゴ生まれ、サン・クレメンテ育ち。オリンピック関連資料やイタリア・セリエA公式記録ではサンディエゴを出身地としているが、自身のホームページやアメリカオリンピック委員会資料などではサン・クレメンテを出身地(英: Hometown)としている。4人兄弟でその長男フィニー・ガードナーは元水球アメリカ代表選手。
サンクレメンテ高校出身。このころ、バレーボールと並行して水球のゴールキーパーとしてプレーし、1995年オレンジ郡年間最優秀アスリートに選ばれている。その後、南カリフォルニア大学からスタンフォード大学へ転入する。スタンフォードでは人間生物学を専攻、現在の妻とも出会い、2人は当時在学中だったセルゲイ・ブリン達とダブルデートをした経験がある。バレーボールはUSCトロージャンズで2シーズン、スタンフォード・カーディナル(Stanford Cardinal)で1年間プレーし、1995年夏季ユニバーシアードアメリカ代表に選ばれ、1997年スタンフォード時代からアメリカ代表に選出されて以降代表選手として活躍した。
2000年、A1エスニキのEAパトラ、スペイン・スーパーリガCVアグアス・デ・ウエルバ（Club Voleibol Aguas de Huelva）に所属するも、両チームともチーム財政の問題により短期で終わる。2001年、ギリシャA1のEAPオリンピアスに所属。
2002年、南米に移りアルゼンチン・セリエAのクラブ・シウダー・デ・ボリバルに移籍すると、リーグ優勝に貢献する。翌2003年、ブラジルのECウニオン・スザノに移籍する。このシーズン終了後2004年、アテネ五輪アメリカ代表に選出され、4位入賞。
2004年五輪終了後、トルコ1部のエルデミルSK(Erdemir Spor Kulübü)へ移籍、このシーズンのリーグ戦31勝0敗と無敗優勝に貢献した。2005年、Vリーグ・JTサンダーズに在籍、同シーズン得点王およびベスト6賞受賞。2006年からトルコに戻りイスタンブールBBに移籍、同シーズン得点王。2007年バレーボール・ワールドリーグで3位、同年北米選手権優勝。
2007年、イタリア・セリエA1のスパークリング・ミラノへ移籍するも、財政的な問題により同シーズン終了後チーム解散となった。このシーズン終了後の2008年北京五輪アメリカ代表に選出され、金メダルを獲得した。
2008年ロシア・スーパーリーグのウラル・ウファ、2009年トルコのフェネルバフチェSKに移籍し、フェネルバフチェではリーグ優勝に貢献する。2010年、再びイタリア・セリエA2のシル・サフェーティ・ペルージャに移籍するも、シーズン終了を待たずに登録抹消される。一方でアメリカ代表としては、2012年バレーボール・ワールドリーグが最後の大会となり、準優勝で終わった。
現在は米国バレーボール協会理事のほか、不動産投資会社役員などビジネスマンとして活動している。

## 所属クラブ
- サンクレメンテ高校
- 南カリフォルニア大学
- スタンフォード大学
- EAパトラ（ギリシア語版）（2000-2001年）
- CVアグアス・デ・ウエルバ（2001年）
- EAPオリンピアス（ギリシア語版）（2001-2002年）
- クラブ・シウダー・デ・ボリバル（スペイン語版）（2002-2003年）
- ECウニオン・スザノ（ポルトガル語版）（2003-2004年）
- エルデミルSK（2004-2005年）
- JTサンダーズ （2005-2006年）
- イスタンブールBB（2006-2007年）
- スパークリング・ミラノ（イタリア語版）（2007-2008年）
- ウラル・ウファ（2008-2009年）
- フェネルバフチェSK（2009-2010年）
- シル・サフェーティ・ペルージャ（2010-2011年）